# Субпрефектура Арикандува

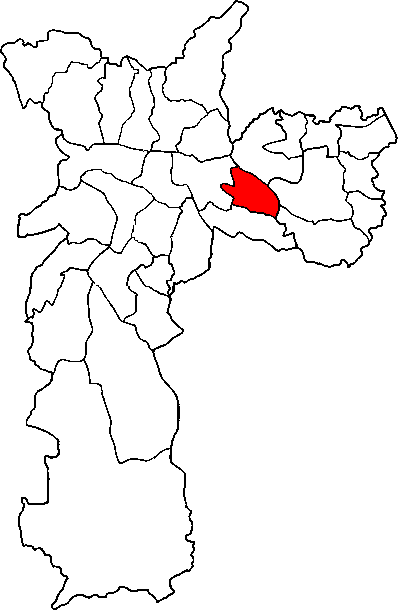
Субпрефектура Арикандува на карте Сан-Паулу

Субпрефектура Арикандува (порт. Subprefeitura de Aricanduva) — одна из 31 субпрефектур города Сан-Паулу, находится в северо-восточной части города. Общая площадь 21,5 км². Численность населения — 258 203 жителя.
В составе субпрефектуры Арикандува 3 округа:
- Арикандува (Aricanduva)
- Вила-Формоза (Vila Formosa)
- Карран (Carrão)